# A-Sides
A-Sides — збірка синглів американського рок-гурту Soundgarden. Він вийшов 4 листопада 1997 (після призупинення діяльності гурту) на лейблі A&M Records і був останнім офіційним релізом альбому Soundgarden до Telephantasm в 2010 році.
На Billboard Hot 200 альбомів-Sides був протягом 11 тижнів і досяг 63 позиції.

## Опис
Альбом вийшов в 1997 році на лейблі A&M Records. A-Sides дебютував під номером 63 на Billboard 200. Альбом продався тиражем понад 500 тисяч копій в Сполучених Штатах, і більш ніж 700 000 копій в усьому світі. Крім того, альбом зайняв 51 місце в чарті альбомів Великої Британії, 39 на австралійській діаграмі альбомів і 6 в Новозеландському альбомному чарті.
Цікаво, що відкриває альбом, пісня «Nothing to Say», яка була випущена тільки як бі-сайд синглу «Hunted Down» у 1987 році. Крім того, збірник містить пісню «Get on the Snake», з альбому Louder Than Love, яка також не видавалася як сингл.

## Трек-лист
| Nr. |  | Назва                                                    | Текст        | Музика                                           | Тривалість |
| --- |  | -------------------------------------------------------- | ------------ | ------------------------------------------------ | ---------- |
| 1.  |  | "Nothing to Say" з альбому Screaming Life                | Кріс Корнелл | Кім Таїл                                         | 3:56       |
| 2.  |  | "Flower" з альбому Ultramega OK                          | Кріс Корнелл | Кім Таїл                                         | 3:25       |
| 3.  |  | "Loud Love" з альбому Louder Than Love                   | Кріс Корнелл | Кріс Корнелл                                     | 4:57       |
| 4.  |  | "Hands All Over" з альбому Louder Than Love              | Кріс Корнелл | Кім Таїл                                         | 6:00       |
| 5.  |  | "Get on the Snake" з альбому Louder Than Love            | Кріс Корнелл | Кім Таїл                                         | 3:44       |
| 6.  |  | "Jesus Christ Pose" з альбому Badmotorfinger             | Кріс Корнелл | Кім Таїл, Кріс Корнелл, Бен Шеферд, Метт Кемерон | 5:51       |
| 7.  |  | "Outshined" з альбому Badmotorfinger                     | Кріс Корнелл | Кім Таїл, Кріс Корнелл                           | 5:11       |
| 8.  |  | "Rusty Cage" з альбому Badmotorfinger                    | Кріс Корнелл | Кріс Корнелл                                     | 4:26       |
| 9.  |  | "Spoonman" з альбому Superunknown                        | Кріс Корнелл | Кріс Корнелл                                     | 4:06       |
| 10. |  | "The Day I Tried to Live" з альбому Superunknown         | Кріс Корнелл | Кріс Корнелл                                     | 5:19       |
| 11. |  | "Black Hole Sun" з альбому Superunknown                  | Кріс Корнелл | Кріс Корнелл                                     | 5:18       |
| 12. |  | "Fell on Black Days" з альбому Superunknown              | Кріс Корнелл | Кріс Корнелл                                     | 4:42       |
| 13. |  | "Pretty Noose" з альбому Down on the Upside              | Кріс Корнелл | Кріс Корнелл                                     | 4:12       |
| 14. |  | "Burden in My Hand" з альбому Down on the Upside         | Кріс Корнелл | Кріс Корнелл                                     | 4:50       |
| 15. |  | "Blow Up the Outside World" з альбому Down on the Upside | Кріс Корнелл | Кріс Корнелл                                     | 5:46       |
| 16. |  | "Ty Cobb" з альбому Down on the Upside                   | Кріс Корнелл | Бен Шеферд                                       | 3:05       |
| 17. |  | "Bleed Together"                                         | Кріс Корнелл | Кріс Корнелл                                     | 3:54       |